# Ian Lawson
Ian Lawson (County Durham, Inglaterra; 24 de marzo de 1939-10 de febrero de 2024) fue un futbolista inglés que jugó en la posición de delantero.

## Estadísticas
| Club             | Temporada        | Liga             | Liga        | Liga  | FA Cup      | FA Cup | Otros       | Otros | Total       | Total |
| Club             | Temporada        | División         | Apariciones | Goles | Apariciones | Goles  | Apariciones | Goles | Apariciones | Goles |
| ---------------- | ---------------- | ---------------- | ----------- | ----- | ----------- | ------ | ----------- | ----- | ----------- | ----- |
| Burnley          | 1956–57          | First Division   | 7           | 2     | 4           | 8      | 0           | 0     | 11          | 10    |
| Burnley          | 1957–58          | First Division   | 0           | 0     | 0           | 0      | 0           | 0     | 0           | 0     |
| Burnley          | 1958–59          | First Division   | 0           | 0     | 0           | 0      | 0           | 0     | 0           | 0     |
| Burnley          | 1959–60          | First Division   | 8           | 3     | 1           | 0      | 0           | 0     | 9           | 3     |
| Burnley          | 1960–61          | First Division   | 8           | 2     | 0           | 0      | 2           | 0     | 10          | 2     |
| Burnley          | Total            | Total            | 23          | 7     | 5           | 8      | 2           | 0     | 30          | 15    |
| Leeds United     | 1961–62          | Second Division  | 11          | 1     | 0           | 0      | 0           | 0     | 11          | 1     |
| Leeds United     | 1962–63          | Second Division  | 6           | 5     | 0           | 0      | 2           | 0     | 8           | 5     |
| Leeds United     | 1963–64          | Second Division  | 24          | 11    | 3           | 1      | 2           | 3     | 29          | 15    |
| Leeds United     | 1964–65          | First Division   | 3           | 0     | 0           | 0      | 0           | 0     | 3           | 0     |
| Leeds United     | Total            | Total            | 44          | 17    | 3           | 1      | 4           | 3     | 51          | 21    |
| Crystal Palace   | 1965–66          | Second Division  | 17          | 6     | 0           | 0      | 0           | 0     | 17          | 6     |
| Port Vale        | 1966–67          | Fourth Division  | 8           | 0     | 1           | 1      | 1           | 0     | 10          | 1     |
| Barnsley         | 1967–68          | Fourth Division  | 0           | 0     | 0           | 0      | 0           | 0     | 0           | 0     |
| Total de carrera | Total de carrera | Total de carrera | 92          | 30    | 9           | 10     | 7           | 3     | 108         | 43    |

## Logros
- Football League First Division: 1959-60[2]
- Football League Second Division: 1963–64[1]